# AG Weser

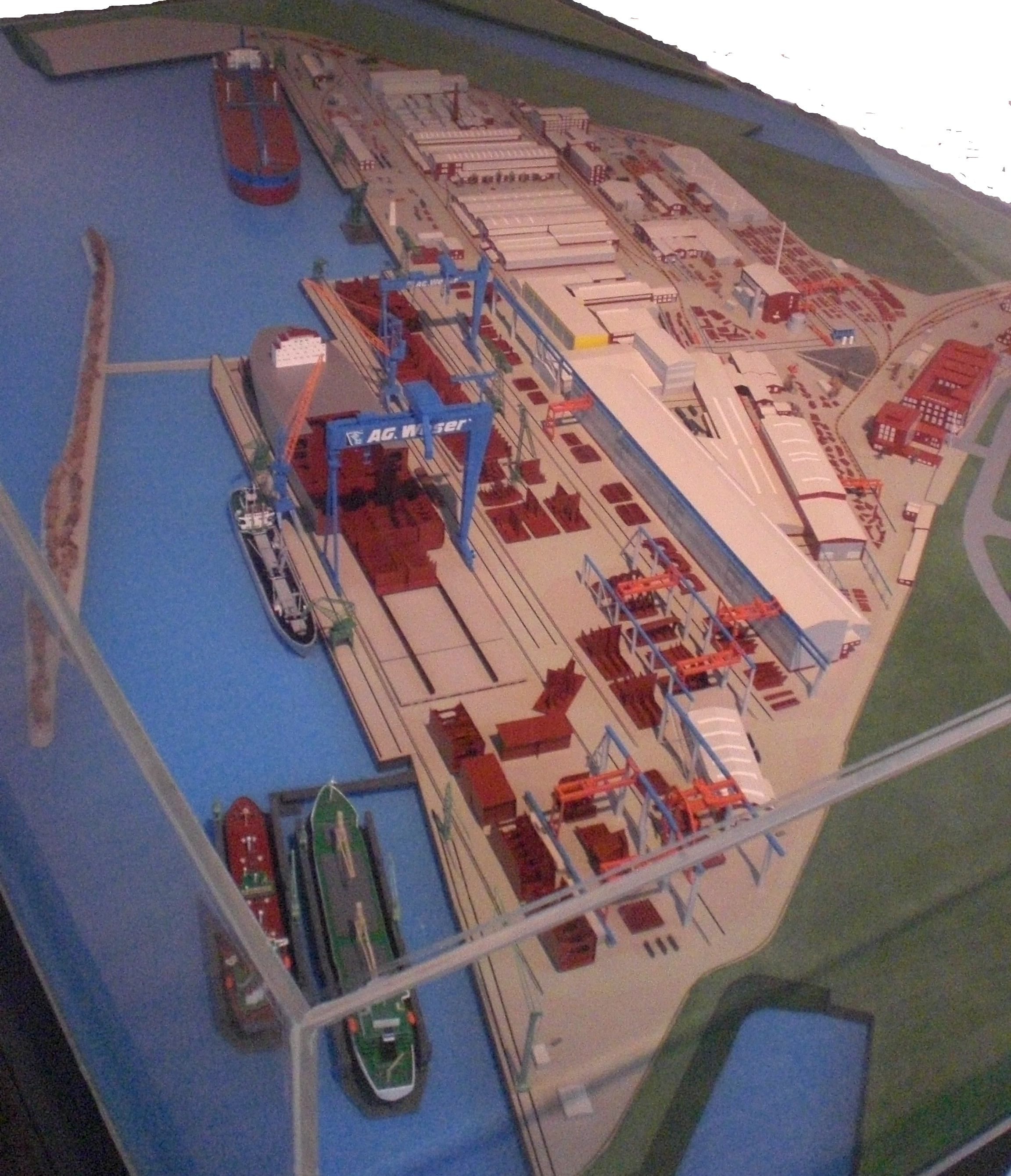
Overzichtsmodel van de werf van AG Weser

Aktien-Gesellschaft Weser (Meestal gewoon AG Weser of A.G. Weser) was een Duitse scheepsbouwer, gelegen aan de rivier de Wezer bij Bremen. AG Weser speelde een grote rol tijdens de Eerste Wereldoorlog toen ze U-boten en andere oorlogsschepen bouwden voor de Kaiserliche Marine. In 1926 fuseerde het samen met acht andere werven tot Deutsche Schiff- und Maschinenbau AG, al bleef de naam AG Weser behouden voor de werf in Bremen. 

## Geschiedenis
AG Weser werd opgericht op 8 november 1843 als Eisengiesserei und Maschinenfabrik Waltjen und Leonhard. Dit veranderde in 1849 in Waltjen & Co. Het bedrijf startte heel rustig met scheepsbouw, vooral met stoomschepen. Op 26 maart 1873 werd het bedrijf omgedoopt tot AG Weser en kwam de eerste belangrijke order van de Kaiserliche Marine. Tussen 1875 en 1881 werden elf kanonneerboten gebouwd.
Na deze order waren de meeste schepen weer voor civiel gebruik. Halverwege de jaren 1880 werd de Wezer flink uitgebaggerd, waarmee Bremen weer een belangrijke haven werd. Vlak voor de eeuwwisseling groeide de haven flink. Dit was het moment waarop AG Weser besloot nieuw land te kopen bij Gröpelingen waar ze vijf nieuwe hellingen bouwden. In 1904 was alles klaar op de nieuwe locatie en werd Bremen verlaten. Nieuwe installaties volgden en tussen 1905 en 1914 werden niet minder dan 40 passagiers en koopvaardijschepen gebouwd. 
In 1912 werd Raimondo Lorenzo D'Equevilley, die eerder op de Germaniawerft in Kiel had gewerkt, gevraagd om een nieuwe U-boot te bouwen. Omdat ze nu hun eigen engineers hadden, werden ze direct onderdeel van het onderzeebootprogramma van de Kaiserliche Marine. 
De eerst gebouwde U-boten waren de UB I serie. Later werden ook de UC I, UB II en UC II series bij AG Weser gebouwd. Tegen 1917 ging al het werk in de bouw van de UB III zitten. Later werden ook nog drie UC III schepen besteld maar die werden nooit afgebouwd. Tijdens de Eerste Wereldoorlog liet AG Weser in totaal 96 U-boten te water.
Na de oorlog had AG Weser het moeilijk en in 1926 fuseerden ze met acht andere scheepswerven tot Deutsche Schiff- und Maschinenbau AG. De faciliteiten in Bremen werden behouden en voor en tijdens de Tweede Wereldoorlog werden er vele U-boten en andere schepen gebouwd, onder de naam AG Weser, terwijl ze eigenlijk Deschimag waren. De werf bleef open tot 31 december 1983 toen ze te lijden had onder de oliecrisis en gesloten werd.